# كريس إلمور
كريس إلمور هو عضو المجلس المحلي ‏ وسياسي بريطاني، ولد في 23 ديسمبر 1983 في نيوبورت في المملكة المتحدة. نشط حزبياً في حزب العمال الويلزي ‏. في الانتخابات العامة في المملكة المتحدة 2019، انتخب عضو البرلمان الثامن والخمسين للمملكة المتحدة ‏ عن دائرة أوغمور وقد انضم خلال فترته النيابية ‏ (12 ديسمبر 2019 – ) للكتلة البرلمانية حزب العمال وفي 2016 Ogmore by-election ‏، انتخب عضو البرلمان السادس والخمسين للمملكة المتحدة ‏ عن دائرة أوغمور وقد انضم خلال فترته النيابية ‏ (6 مايو 2016 – 3 مايو 2017) للكتلة البرلمانية حزب العمال وفي الانتخابات العامة في المملكة المتحدة 2017، انتخب عضو البرلمان السابع والخمسين للمملكة المتحدة ‏ عن دائرة أوغمور وقد انضم خلال فترته النيابية ‏ (8 يونيو 2017 – 6 نوفمبر 2019) للكتلة البرلمانية حزب العمال.

## وصلات خارجية
- الموقع الرسمي